# Маховка (Сорочинський міський округ)
Ма́ховка (рос. Маховка) — село у складі Сорочинського міського округу Оренбурзької області, Росія.

## Населення
Населення — 16 осіб (2010; 30 у 2002).
Національний склад (станом на 2002 рік):
- мордва — 66 %
- росіяни — 27 %